# Mahadevpur
Mahadevpur är ett underdistrikt i Bangladesh. Det ligger i den nordvästra delen av landet, 210 km nordväst om huvudstaden Dhaka.
Trakten runt Mahadevpur består till största delen av jordbruksmark. Runt Mahadevpur är det tätbefolkat, med 709 invånare per kvadratkilometer.